# Ute Fischer
Ute Fischer (* 5. Mai 1943 in Merseburg) ist eine deutsche Politikerin der SPD und war von 1994 bis 2006 Mitglied im Landtag von Sachsen-Anhalt. Seit 2014 ist sie Mitglied im Kreistag Saalekreis.

## Leben und Beruf
Nach dem Abitur 1961 begann sie eine Ausbildung als Ingenieur für den chemischen Apparatebau und schloss ihr Studium 1966 erfolgreich ab. 
Von 1966 bis 1972 war sie als Ingenieurin in den Leuna-Werken tätig. Anschließend war sie bis 1990 Erzieherin im Wohnheim für Auszubildende.
Ute Fischer ist verheiratet und hat zwei Kinder.

## Politik
1990 trat  Fischer in die SPD ein. Sie war zwischen 1990 und 2002 Vorsitzende der Arbeitsgemeinschaft sozialdemokratischer Frauen (ASF) in Sachsen-Anhalt und gehörte dem SPD-Landesvorstand von 1999 bis 2000 an.
Von 1990 bis 1994 war sie Mitglied im Kreistag des Landkreises Merseburg. Anschließend war sie ab der 2. Wahlperiode Abgeordnete im Landtag von Sachsen-Anhalt und trat zur Landtagswahl 2006 nicht erneut an.
Fischer vertrat den Wahlkreis Merseburg und wurde zuletzt über die Landesliste der SPD gewählt. Sie war Mitglied im Ausschuss für Gleichstellung, Familie, Kinder, Jugend und Sport.
Seit 2014 ist sie Mitglied des Kreistages Saalekreis.

## Mitgliedschaften
- Mitglied der IG Bergbau, Chemie, Energie
- Mitglied der Versammlung Medienanstalt Sachsen-Anhalt
- Mitglied im Verein Frauen helfen Frauen e.V.
- Mitglied im Förderverein Museum Merseburg
- Mitglied der Arbeiterwohlfahrt (AWO)
- Mitglied des Offenen Kanales in Merseburg
- Mitglied im Kreistag Saalekreis

## Ehrungen
2008 erhielt sie das Bundesverdienstkreuz am Bande.